# کارلوس سائورا
کارلوس سائورا آتارس (اسپانیایی: Carlos Saura Atarés‎؛ زادهٔ ۴ ژانویهٔ ۱۹۳۲ – درگذشتهٔ ۱۰ فوریهٔ ۲۰۲۳) کارگردان، فیلم‌نامه‌نویس، و عکاس اهل اسپانیا بود. وی از سال ۱۹۵۵ تا ٢٠٢٣ میلادی مشغول فعالیت بود. فیلم سریع‌تر، سریع‌تر از او در ۱۹۸۱ برنده خرس طلایی از جشنواره فیلم برلین شده‌است.
از دیگر آثار وی می‌توان به باغ لذت‌ها اشاره نمود.

## سال‌های نخست
سائورا در ۴ ژانویه ۱۹۳۲ در اوئسکا، آراگون، اسپانیا به دنیا آمد. پدرش کارمند دولتی و مادرش پیانیست کنسرت بود. کارلوس یک برادر بزرگتر به نام آنتونیو سائورا و دو خواهر کوچکتر به نام‌های ماریا دل پیلار و ماریا د لوس آنجلس داشت. در زمان جنگ داخلی اسپانیا، سائورا و خانواده‌اش در مادرید زندگی می‌کردند و قحطی غذا و سوخت را تجربه کردند. به محض اینکه جنگ تمام شد، سائورا را پیش مادربزرگ مادری و خاله‌اش فرستادند او خویشاوندانش را «جناح راست و بسیار مذهبی» می‌دانست که کاملاً در تضاد با آموزش‌های لیبرالی بودند که قبلاً داشت.

## فیلم‌شناسی
| سال  | عنوان               | یادداشت                                                                              |
| ---- | ------------------- | ------------------------------------------------------------------------------------ |
| ۱۹۶۶ | شکار                | برنده خرس نقره‌ای جشنواره فیلم برلین                                                  |
| ۱۹۶۷ | یخ در بهشت نعنایی   | برنده خرس نقره‌ای جشنواره فیلم برلین                                                  |
| ۱۹۷۰ | باغ لذت‌ها           |                                                                                      |
| ۱۹۷۳ | آنا و گرگ‌ها         |                                                                                      |
| ۱۹۷۴ | دخترخاله آنجلیکا    | برنده جایزه هیئت داوران از جشنواره کن                                                |
| ۱۹۷۶ | پرورش کلاغ‌ها        | برنده جایزه بزرگ جشنواره کن                                                          |
| ۱۹۷۷ | الیسا، زندگی من     |                                                                                      |
| ۱۹۷۸ | چشمان بسته          |                                                                                      |
| ۱۹۷۹ | مامان صد ساله می‌شود | نامزد جایزه اسکار بهترین فیلم خارجی زبان                                             |
| ۱۹۸۱ | سریع‌تر، سریع‌تر      | برنده خرس طلایی از جشنواره فیلم برلین                                                |
| ۱۹۸۱ | عروسی خون           |                                                                                      |
| ۱۹۸۲ | ساعات شیرین         |                                                                                      |
| ۱۹۸۲ | آنتونیتا            |                                                                                      |
| ۱۹۸۳ | کارمن               | نامزد جایزه اسکار بهترین فیلم خارجی زبان بهترین فیلم خارجی زبان از جشنواره فیلم بفتا |
| ۱۹۸۶ | کارمن               |                                                                                      |
| ۱۹۸۸ | ال دورادو           |                                                                                      |
| ۱۹۹۳ | تجاوز               |                                                                                      |
| ۱۹۹۵ | فلامنکو             |                                                                                      |
| ۱۹۹۶ | تاکسی               |                                                                                      |
| ۱۹۹۸ | تانگو               |                                                                                      |
| ۲۰۰۴ | روز هفتم            |                                                                                      |
| ۲۰۰۹ | من، دن جووانی       |                                                                                      |